# Rafael Grampá
Rafael Grampá (né en 1978) est un scénariste de bande dessinée brésilien surtout connu internationalement pour ses créations pour le marché du comic book américain.

## Biographie
En 2014, Il rejoint le Label 619 avec Mesmo Delivery.

## Récompense
- 2008 :  Prix Eisner de la meilleure anthologie pour 5 (en) (avec Fábio Moon, Becky Cloonan, Gabriel Bá et Vasilis Lolos)